# Ouranía Antonopoúlou
Ouranía Antonopoúlou (en grec Ουρανία Αντωνοπούλου), née le 17 décembre 1960 à Athènes, est une femme politique et économiste grecque.

## Biographie
Aux élections législatives grecques de janvier 2015, elle est élue députée au Parlement grec sur la liste nationale de la SYRIZA. 
Le 26 février 2018, elle démissionne de ses fonctions de secrétaire d'État au Combat du chômage (ministre adjointe au Travail, à la Sécurité sociale et à la Solidarité sociale), poste qu'elle occupait depuis septembre 2015 au sein des Gouvernements Tsípras I et II, après des révélations sur une aide au logement qu'elle a reconnu avoir perçue pour un appartement dans le centre d'Athènes. Cette aide de 23 000 € était légale, mise en place afin de permettre aux ministres de bénéficier d'un logement proche de leur lieu de travail sans toutefois bénéficier d'un logement de fonction, mais a provoqué une vive émotion car cela intervient dans un contexte de profonde crise économique. Ce scandale provoque également la démission de son mari Dimitris Papadimitriou, ministre de l'Économie et du Développement.

## Sources et références
1. ↑  « Grèce: deux membres du gouvernement d'Alexis Tsipras démissionnent », sur RFI, 27 février 2018 (consulté le 25 février 2018).

- (el) Ουρανία Αντωνίου Αντωνοπούλου, fiche sur le site du Parlement grec